# Časovna konstanta
Časóvna konstánta (običajna označba z malo grško črko {\displaystyle \tau \,} (tav) je v fiziki in tehniki parameter, ki označuje odziv na skočni vnos prvega reda linearnega stacionarnega sistema (LTI). Časovna konstanta je glavna karakteristična enota linearnega stacionarnega sistema (LTI) prvega reda.
V časovnem območju je običajna izbira obravnavanja časovnega odziva preko prehodne funkcije na skočni vnos, ali preko impulzne prehodne funkcije na vnos Diracove porazdelitvene funkcije delta. V frekvenčnem območju (na primer pri iskanju Fourierove transformacije prehodne funkcije, ali pri rabi vnosa, ki je preprosta sinusna funkcija časa) časovna konstanta določa tudi širino frekvenčnega obsega stacionarnega sistema prvega reda, to je frekvenco, pri kateri se izhodna moč signala zmanjša na polovico vrednosti, ki jo je imela pri nizkih frekvencah.
Časovna konstanta se rabi tudi pri označevanju frekvenčnega odziva različnih sistemov obdelave signalov – magnetnih trakov, radijskih oddajnikov in sprejemnikov, opremi za rezanje in ponavljanje zapisov, digitalnih filtrov, ki se jih lahko modelira ali aproksimira z linearnimi stacionarnimi sistemi prvega reda. Rabi se tudi pri kontrolnih sistemih za kontrolnike delujoče z integracijo ali odvajanjem, ki so po navadi pnevmatski in ne električni.
Časovne konstante so gradniki nakopičene sistemske analize (metode analize nakopičene kapacitete) za toplotne sisteme, ki se rabijo kadar se telesa ohlajajo ali segrevajo enakomerno pod vplivom ohlajanja ali segrevanja s prestopom toplote.
Fizično časovna konstanta predstavja potreben čas, da prehodna funkcija sistema doseže {\displaystyle 1-1/e\approx 63,2\,\%} svoje končne (asimptotične) vrednosti za sisteme, kjer vrednost narašča (npr. iz skočne rasti), ali predstavlja potreben čas za sisteme, kjer vrednost pade na {\displaystyle 1/e\approx 36,8\,\%} (npr. iz skočnega pojemanja). Pri eksponentnem razpadu se časovna konstanta imenuje razpadna konstanta (z označbo {\displaystyle \lambda \,}) in predstavlja tako razpadni čas (srednji življenjski čas) razpadnega sistema (npr. atoma) preden razpade, ali čas, da vsi razen 36,8 % atomov razpade. Zaradi tega je časovna konstanta daljša od razpolovnega časa, ki je čas v katerem razpade le 50 % atomov. Razpadna konstanta je obratna vrednost razpadnega časa (tudi z označbo {\displaystyle \tau \,}):
{\displaystyle \lambda ={\frac {1}{\tau }}\!\,,}
razpolovni čas pa je povezan z razpadnim časom:
{\displaystyle t_{1/2}=\tau \ln 2\!\,}
in:
{\displaystyle \lambda ={\frac {\ln 2}{t_{1/2}}}\!\,.}

## Diferencialna enačba
Linearne stacionarne sisteme prvega reda označuje difrenecialna enačba:
{\displaystyle {\frac {\mathrm {d} V}{\mathrm {d} t}}+{\frac {1}{\tau }}V=f(t)\!\,,}
kjer {\displaystyle \tau \,} predstavlja razpadno konstanto, {\displaystyle V\,} pa je funkcija časa {\displaystyle t\,}:
{\displaystyle V=V(t)\!\,.}
Desna stran enačbe je funkcija pospeševanja rasti {\displaystyle f(t)\,} in opisuje zunanjo gonilno funkcijo v času, ki se jo lahko šteje kot sistemski vnos, na katerega je funkcija {\displaystyle V(t)\,} odziv, ali sistemski izhod. Klasični zgledi za funkcijo {\displaystyle f(t)\,} so:
- Heavisidova skočna funkcija, pogosto označena z u(t):

{\displaystyle u(t)={\begin{cases}0,&t<0\\1,&t\geq 0\end{cases}}}
- impulzna funkcija, pogosto označena z δ(t)
- sinusna vhodna funkcija:

{\displaystyle f(t)=A\sin(2\pi ft)}
{\displaystyle f(t)=Ae^{j\omega t},}
kjer je {\displaystyle A\,} amplituda gonilne funkcije, {\displaystyle f\,} frekvenca v hertzih in {\displaystyle \omega =2\pi f\,} frekvenca v radianih na sekundo.